# Barbus albanicus
Barbus albanicus es una especie de peces de la familia Cyprinidae, orden Cypriniformes.
Son peces dulceacuícolas que se encuentran en Grecia y Albania y que pueden llegar alcanzar los 60 cm de longitud total.
Como otras especies de barbos mediterráneos, su situación taxonómica es discutida, pudiendo formar parte del género Luciobarbus.